# عقده خدایی
عقدهٔ خدایی عقیده‌ای تزلزل‌ناپذیر بر توانایی، برتری، یا خطاناپذیری است که شخصی مرتباً از خود بروز می‌دهد.
کسی که به عقدهٔ خدایی دچار است، از پذیرش امکان خطا یا شکست علی‌رغم وجود مدارک انکارنشدنی یا مشکلات لایحنل سر باز می‌زند. او اغلب به جزم‌اندیشی مبتلاست و طوری از باورها و نظرهایش حرف می‌زند که گویی عین واقعیت هستند. کسی که عقدهٔ خدایی دارد احتمالاً برای سنت‌ها و خواسته‌های جامعه ارزش قائل نیست، و خواهان جایگاه ویژه برای خود یا رفتار ویژه با خود است.
عقدهٔ خدایی اصطلاح بالینی نیست و در راهنمای تشخیصی و آماری اختلال‌های روانی ضبط نشده‌است.
ارنست جونز (‎۱۹۱۳–۵۱) اولین کسی بود که از این اصطلاح استفاده کرد. تعریف او از اصطلاح عقدهٔ خدایی ساده بود: «کسی که پیش خود فکر می‌کند خداست».